# 巴勒斯坦基督徒
巴勒斯坦基督徒（羅馬化：Masīḥiyyūn Filasṭīniyyūn）廣義上指源自巴勒斯坦地区的基督徒，多是阿拉伯基督徒。他們分屬不同的基督教宗派，有東方正統教會、東正教、天主教、新教及其他教派。
現時他们占了前英屬巴勒斯坦託管地範圍內的巴勒斯坦人口的不足4%（約旦河西岸地區人口的約2%，加沙地帶人口的不足1%，以色列境內巴勒斯坦人口的接近10%）。根據英國託管時期的官方估計，巴勒斯坦託管地的基督徒人口介乎總人口的9.5%（1922年）至7.9%（1946年）之間。時至今天，巴勒斯坦基督徒的大多數人已因為1948年和1967年的戰爭以及被約旦、埃及、以色列佔領等原因而移居至前巴勒斯坦託管地以外的地方，但是許多人仍然留在以色列、約旦及巴勒斯坦領土生活。

## 人口與宗派
現在大多數的巴勒斯坦基督徒在海外居住。2009年，在巴勒斯坦領土的基督徒人口估計約5萬人，當中約3000人住在加沙地帶。以色列的基督徒人口約有154000人，當中大約8成是阿拉伯人，而一部分這些阿拉伯人自認為「巴勒斯坦人」。
約50%的巴勒斯坦基督徒屬於東正教會的耶路撒冷正教會，其他的分別屬於東儀天主教會（含馬龍尼禮教會、默基特希臘禮天主教會、加色丁禮天主教會、敘利亞禮天主教會、科普特禮天主教會、亞美尼亞禮天主教會）、東方正統教會（含亞歷山大科普特正教會、敘利亞正教會、亞美尼亞使徒教會）、新教的貴格會、循道宗、長老宗、聖公宗、信義宗、福音派、五旬節運動、拿撒勒人會、神召會、浸信會及其他新教教派，另有少數人屬於耶和華見證人、摩爾門教等。

## 基督徒移民外地
在以色列建國後，許多阿拉伯基督徒從巴勒斯坦移民外地。除了到鄰國黎巴嫩和約旦外，許多巴勒斯坦基督徒移民到拉丁美洲（特別是阿根廷和智利）以及澳大利亞、美國和加拿大。巴勒斯坦自治政府未有這些人的準確數目。巴勒斯坦基督徒佔人口的比例也因為巴勒斯坦穆斯林普遍較高的出生率而下降。
國外的巴勒斯坦基督徒中絕大多數人是在1948年戰爭中逃離或被趕出家園的人及其後代。有報道指其後的移民是為了尋求更佳生活。BBC把巴勒斯坦領土的移民潮也歸咎於當地的地區衝突及經濟不景。關於伯利恆居民的一篇報道指雖然基督徒和穆斯林都同樣受經濟差劣的影響，不過基督徒有較高的教育程度，也比較容易有熟人在西方國家，所以基督徒移民離開比較多。
現在智利有巴勒斯坦地區以外最大的巴勒斯坦基督徒社群。約35萬名巴勒斯坦基督徒在智利居住。
美國國務院的2006年國際宗教自由報告批評以色列限制前往基督教聖地，亦批評巴勒斯坦當局未能制止針對巴勒斯坦基督徒的罪案。報告又指在基本公共服務上，以色列優先對待猶太人，而巴勒斯坦當局則優先對待穆斯林。報告認為，相對於猶太人與非猶太人之間的「緊張」關係，一般巴勒斯坦穆斯林與基督徒平民之間普遍保持良好關係。